# Казначейша
«Казначейша» — радянський телефільм-опера 1980 року знятий режисером Віктором Окунцовим на «Лентелефільмі». Створений за оперою Бориса Асаф'єва «Казначейша», яка, в свою чергу, створена за поемою  М. Ю. Лермонтова «Тамбовський скарбник».

## Сюжет
Події відбуваються на початку XIX століття в провінційному Тамбові. Спокійне, розмірене життя містечка порушує приїзд уланського полку. Старий скарбник влаштовує бал, на якому програє в карти весь свій стан і красуню дружину молодому улану Гаріну.

## У ролях
- Наталя Данилова — Казначейша (співає Людмила Касьяненко)
- Сергій Лейферкус — Гарін
- Валерій Кузін — Скарбник (співає  Микола Охотников)
- Ігор Єремеєв — Улан (співає Михайло Єгоров)
- Олена Павловська — Кузіна (співає  Людмила Філатова)
- Андрій Храмцов — Шинкар
- Георгій Тейх — Суддя (співає  Матвій Гаврилкін)
- Семен Берлін — Повітовий предводитель (співає В. Мещеряков)
- Є. Федотов — Справник
- В. Кузнецов — Радник (співає Є. Бойцов)
- М. Лебедєв — Андрушко (співає Н. Глінкіна)
- Олександр Дем'яненко — ведучий

## Знімальна група
- Режисер — Віктор Окунцов
- Сценарист — Галина Левашова
- Оператор — Павло Засядко
- Художник — Володимир Лебедєв